# إسحق النينوي
إسحق السرياني أو إسحق النينوي ويُعرف كذلك باسم إسحق القطري هو أحد أساقفة ولاهوتيي القرن السابع ويعتبر من أكبر المعلمين الروحيين في الشرق المسيحي. ولد في شرق الجزيرة العربية في المنطقة التي كانت تعرف قديماً بالسريانية «بيث قطرايي» أي (القطر البحري) وهي منطقة تمتد مساحتها الجغرافية من الكويت شمالاً وحتى أقصى سلطنة عمان جنوباً. انخرط اسحق في السلك الرهباني مع شقيقه وهو لايزال شاباً يافعاً، وذاع صيته في المنطقة فاختير من قبل أهل نينوى ليرتسم أسقفاً عليهم وكانت النسطورية حينها هي السائدة في تلك المدينة. نال رسامته من الجاثليق النسطوري جرجس بين عامي 660 و680، وبعد ذلك بخمسة أشهر فر إلى الجبال ليحيى حياة التوحد والزهد قبل أن يستقر أخيراً في دير رابان شابور حيث توفي ودفن هناك. أصيب بالعمى في أواخر أيامه فكان يملي مؤلفاته على تلاميذه.

## متفرقات
- كان اسحق السرياني ذو موهبة فريدة في الكتابة عن المواضيع الروحية المسيحية سيما تلك التي تخص حياة الزهد والتقشف، إلا أن أعماله لم تكن تلقى استحساناً كبيراً بين أقرانه من النساطرة لأنها كانت بعيدة عقائدياً عن الفكر النسطوري، مما دفع بدانيال بار طوبانيتا أسقف بيث جرماي (تبعد حوالي 100 ميل جنوب شرق الموصل) ليكون خصمه ومنتقده الغيور.
- يظن البعض أن اسحق السرياني بدء حياته بالترهب في دير بيت آب الواقع في شمال العراق، بينما يذهب البعض الآخر إلى أنه ترهب في أحد أديرة طور سيناء.[6]
- تنسب لاسحاق السرياني أربعة كتب روحية تتناول موضوعات حياة الوحدة والتأمل والسكون، كتبت باللغة السريانية وترجمت جميعها في وقت مبكر للغات العربية والأمهرية واليونانية.
- يعتقد بعض المؤرخين أن هناك خلط في الرويات التي تتحدث عن اسحق السرياني وتلك التي تخص اسحق الأنطاكي.
- يعتبر اسحق السرياني قديساً بالنسبة للكثير من الكنائس الشرقية.

## من أقواله
- السابح يغوص غائرًا في البحر إلى أن يجد اللؤلؤ، والراهب الحكيم يسير في الدنيا عاريًا إلى أن يصادف فيها الدرة الحقة التي هي يسوع المسيح، وإذ ما وافاه فلن يقتني معه شيءًا من الموجودات.
- طوبى للذين يحفظون ويعملون. لا تفتخر بالاسم بل اجتهد في الأعمال، لأن العمل (لا مجرد الاسم كراهب) هو الذي يبرر ولو كان بلا شكل أو اسم.
- كن ميتًا بالحياة، لا حيًا بالموت.
- من وضع قلبه مات عن العالم، ومن مات عن العالم مات عن الآلام. من طلب الكرامة هربت منه، ومن هرب من الكرامة لحقت به وأمسكته. جالس المجذومين ولا تجالس المتعظمين. من يهرب من سبح العالم بمعرفة يكتنز في نفسه رجاء العالم العتيد... والذي يفر من نياح الدنيا يدرك بعقله السعادة الأبدية.
- ثمار الشجرة تكون فجة ومرّة، ولا تصلح للأكل حتى تقع فيها حلاوة من الشمس، كذلك أعمال التوبة الأولى فجة ومرة جدًا، ولا تفيد الراهب حتى تقع فيها حلاوة الثاؤريا (التأمل في الإلهيات بالصلاة)، فتنقل القلب من الأرضيات. أحب الصلاة كل حين لكي يستنير قلبك بالله. الذي يتهاون بالصلاة ويظن أن هناك ثمة باب آخر للتوبة مخدوع من الشياطين.
- التمس فهمًا لا ذهبًا، واقتن سلامًا لا مُلكًا. المرتبط بالمقتنيات والملذات هو عبد للأوجاع الذميمة.
- من يرحم فقيرا تتلقفه عناية الله، ومن يفتقر من أجل الله يجد كنوزاً لا تفرغ.

## وصلات خارجية
- أقوال مار اسحق السرياني